# Julio Medem Lafont
Julio Medem (Sant Sebastià, País Basc, 21 d'octubre de 1958) és un director de cinema i guionista basc.

## Biografia
Des de petit començava a jugar amb la càmera súper-vuit que amagava el seu pare, i filmà escenes quotidianes que tenen com protagonista la seva germana Ana. Tot i que es llicencià en Medicina i cirurgia general, no abandonà mai la seva gran passió: el cinema. El seu primer treball és en el diari La voz de Euskadi, on col·laborà com a crític cinematogràfic. Després d'algunes col·laboracions en diverses publicacions, filmà els seus primers curtmetratges en súper-vuit.
Després de treballar en algunes obres com El jueves pasado (1977) o Si yo fuera poeta (1981), començà a filmar per primer cop en 35 mm. Patas en la cabeza (1985), produïda per Luis Campoy i el mateix Medem, amb el qual guanyà el Premi de Cinema Basc i el Certamen Internacional de Cinema Documental i Curtmetratge de Bilbao. En aquest mateix certamen, però un any més tard, guanyà el Premi Telenorte amb el seu guardonat curtmetratge Las seis en punta (1987).
Des d'aquest any, Medem treballà com a ajudant de direcció, muntador i guionista, i es dedicà completament al cinema. El 1988 escriví i dirigí el migmetratge Martín (1988), produït per Elías Querejeta, al qual li seguí una altra pel·lícula sobre la Segona Guerra Carlista. El seu salt al llargmetratge, ho fa amb Vacas (1992), una original història que mereixé el Goya a la millor direcció, a més de diversos guardons als festivals de Tòquio, Torí i Alexandria.

## Filmografia com a director
| Any  | Pel·lícula                               |
| ---- | ---------------------------------------- |
| 1977 | El jueves pasado                         |
| 1981 | Si yo fuera poeta                        |
| 1985 | Patas en la cabeza                       |
| 1987 | Las seis en punta                        |
| 1988 | Martín                                   |
| 1992 | Vacas                                    |
| 1993 | La ardilla roja                          |
| 1995 | Tierra                                   |
| 1998 | Los amantes del Círculo Polar            |
| 2000 | Lucía y el sexo                          |
| 2003 | Euskal pilota. Larrua harriaren kontra   |
| 2004 | ¡Hay motivo! (segment "La pelota vasca") |
| 2006 | Caótica Ana                              |
| 2010 | Habitación en Roma                       |
| 2015 | Ma ma                                    |
| 2018 | L'arbre de la sang                       |

## Nominacions i premis

### Premis Goya
| Any  | Categoria       | Pel·lícula                             | Resultat  |
| ---- | --------------- | -------------------------------------- | --------- |
| 1993 | Guió original   | Vacas                                  | Candidat  |
| 1993 | Guió original   | Vacas                                  | Candidat  |
| 1993 | Director novell | Vacas                                  | Guanyador |
| 1997 | Director        | Tierra                                 | Candidat  |
| 1998 | Guió original   | Los amantes del Círculo Polar          | Candidat  |
| 2000 | Guió original   | Lucía y el sexo                        | Candidat  |
| 2000 | Director        | Lucía y el sexo                        | Candidat  |
| 2000 | Pel·lícula      | Lucía y el sexo                        | Candidat  |
| 2004 | Documental      | Euskal pilota. Larrua harriaren kontra | Candidat  |
| 2005 | Documental      | ¡Hay motivo!                           | Candidat  |
| 2011 | Guió adaptat    | Habitación en Roma                     | Candidat  |

### Medalles del Cercle d'Escriptors
| Any  | Categoria     | Pel·lícula | Resultat   |
| ---- | ------------- | ---------- | ---------- |
| 1993 | Guió original | Vacas      | Guanyadora |

### Festival de Cannes
| Any  | Categoria            | Pel·lícula      | Resultat   |
| ---- | -------------------- | --------------- | ---------- |
| 1993 | Premi de la Joventut | La ardilla roja | Guanyadora |
| 1996 | Palma d'Or           | Tierra          | Candidata  |

### Festival de Venècia
| Any  | Categoria | Pel·lícula                    | Resultat  |
| ---- | --------- | ----------------------------- | --------- |
| 1998 | Lleó d'Or | Los amantes del Círculo Polar | Candidata |

### Premis Sant Jordi
| Any  | Categoria            | Pel·lícula      | Resultat  |
| ---- | -------------------- | --------------- | --------- |
| 1993 | Primer treball       | Vacas           | Guanyador |
| 1994 | Pel·lícula espanyola | La ardilla roja | Guanyador |